# Batrachorhina niveoscutellata
Batrachorhina niveoscutellata är en skalbaggsart som beskrevs av Stefan von Breuning 1940. Batrachorhina niveoscutellata ingår i släktet Batrachorhina och familjen långhorningar.
Artens utbredningsområde är Madagaskar. Inga underarter finns listade.